# Liste von Eugenik-Organisationen
Dies ist eine Liste von Eugenik-Organisationen. Sie umfasst Organisationen der Vergangenheit bis in die Gegenwart aus verschiedenen Ländern, den Schwerpunkt bilden wissenschaftliche Organisationen. Eine Anzahl wissenschaftlicher Organisationen und Institutionen und ihre Mitarbeiter aus der Eugenikbewegung arbeitete unter dem starken Einfluss von Rassentheorien und -ideologien. Nicht alle Organisationen der Eugenikbewegung tragen das Wort "Eugenik" in ihrem Namen (siehe auch "Rassenhygiene" usw.). Die Liste erhebt keinen Anspruch auf Aktualität oder Vollständigkeit.

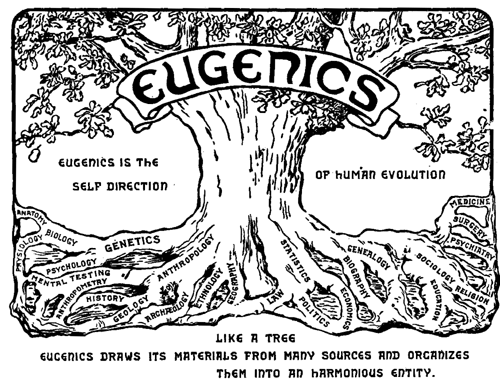
Signet des Zweiten Internationalen Eugenik-Kongresses, 1921, mit dem Motto „Eugenics is the self-direction of human evolution“

## Kurzeinführung
Die eugenische Bewegung im 20. Jahrhundert wurde als eine "Internationale der Rassisten" bezeichnet, es war eine internationale Bewegung. Viele der Eugenik-Organisationen sind im anglophonen Sprachraum zu finden, insbesondere in den Vereinigten Staaten, wo die eugenische Bewegung bereits im 19. Jahrhundert entstand. Eine Anzahl von Organisationen war unter dem Dachverband der International Federation of Eugenics Organizations (IFEO; „Internationale Föderation der Eugenik-Organisationen“) vereint, Charles B. Davenport war von 1925 bis 1932 deren Präsident. Der Internationale Eugenik-Kongress fand 1912 (an der Universität von London), 1921 (in New York unter der Schirmherrschaft des American Museum of Natural History) und 1931 (im American Museum of Natural History in New York City) statt.
Julian Huxley (1887–1975), der erste Generaldirektor der UNESCO, beispielsweise war von 1959 bis 1962 Präsident der Britischen Eugenik-Gesellschaft (ein Dachverband) und Unterstützer der Eugenik.
G. K. Chestertons Sammlung von Essays Eugenics and Other Evils (Eugenik und andere Übel), 1922 zuerst erschienen, wurde ein "staple of the anti-eugenic arsenal on both sides of the Atlantic" (Grundbestandteil des anti-eugenischen Arsenals auf beiden Seiten des Atlantiks). Viele wissenschaftliche Organisationen und Zeitschriften begannen sich jedoch erst nach dem 2. Weltkrieg von der Eugenik zu distanzieren.

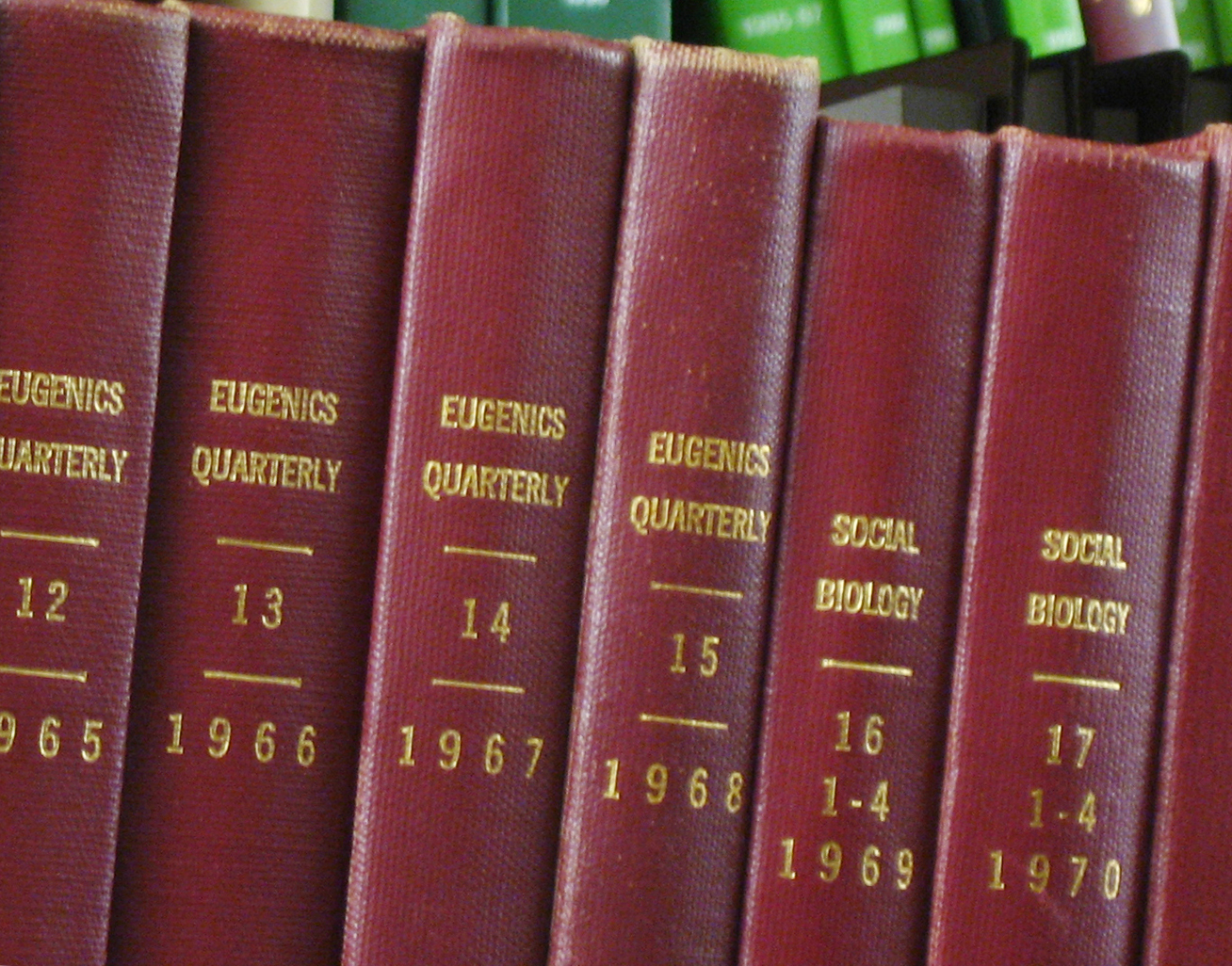
Nach dem Zweiten Weltkrieg wurde die Eugenik unter Akademikern zunehmend unpopulär, beispielsweise benannte sich 1969 Eugenics Quarterly in Social Biology um.

Das Kaiser-Wilhelm-Institut für Anthropologie, menschliche Erblehre und Eugenik der Kaiser-Wilhelm-Gesellschaft zur Förderung der Wissenschaften – dessen Forschung auch von der Rockefeller Foundation unterstützt wurde – lieferte die wissenschaftliche Legitimation für die nationalsozialistische Rassenpolitik und war an zahlreichen NS-Staatsverbrechen beteiligt.

## Liste
- Alberta Eugenics Board, USA, eine 1928 von der Regierung von Alberta eingerichtete Behörde, die versuchte, eine behinderte Bevölkerungsgruppe nach den Grundsätzen der Eugenik zu sterilisieren. Sie blieb bis 1972 aktiv und wurde dann aufgelöst.
- American Association for the Study and Prevention of Infant Mortality (AASPIM), USA; wurde im November 1909 auf einer Konferenz über die Verhütung der Kindersterblichkeit gegründet, die von der American Association of Medicine (AAM) in New Haven (Connecticut) veranstaltet wurde. Sie war eine der ersten Organisationen, die mit der Untersuchung der Kindersterblichkeitsraten im Hinblick auf Eugenik begann. Sie tritt für staatliche Eingriffe in die Versuche ein, die Gesundheit der zukünftigen Bürger zu fördern. Die erste Jahrestagung fand im November 1910 an der Johns-Hopkins-Universität statt.
- American Eugenics Society (AES), USA - Die Society for Biodemography and Social Biology, früher bekannt als Society for the Study of Social Biology und davor als American Eugenics Society, die Gesellschaft entstand nach dem Erfolg des Zweiten Internationalen Kongresses für Eugenik (New York, 1921). Zu den Gründern gehörten Madison Grant, Harry H. Laughlin, Irving Fisher, Henry Fairfield Osborn und Henry Crampton. Die Organisation begann mit der Förderung der 'Rassenverbesserung', der eugenischen Gesundheit und der genetischen Erziehung durch öffentliche Vorträge, Ausstellungen auf staatlichen und lokalen Messen usw.
- American Genetic Association (AGA), USA, die wissenschaftliche Gesellschaft widmet sich dem Studium der Eugenik und Genetik. Sie wurde 1903 als American Breeders' Association gegründet, um die Züchtung von Pflanzen und Tieren zu untersuchen, und gibt das Journal of Heredity heraus.
- British Eugenics Society, UK, siehe Galton Institute
- British Human Heredity Committee (BHHC), R. R. Gates
- Carnegie Institute of Washington (CIW), Charles B. Davenport
- Charles Fremont Dight Institut, 1941 gegründet - Charles Fremont Dight (1856–1938)
- Deutsche Forschungsanstalt für Psychiatrie/GDA, Ernst Rüdin
- Deutsche Gesellschaft für Rassenpflege, Wien, gegründet 1924
- Deutscher Bund für Volksaufartung und Erbkunde, mit Sitz in Berlin, gegründet 1926 als Abspaltung der Gesellschaft für Rassenhygiene, gab die Zeitschrift für Volksaufartung und Erbkunde heraus
- Eugenics Board of North Carolina (EBNC), USA, ein staatliches Gremium des Bundesstaates North Carolina, das im Juli 1933 von der Legislative des Bundesstaates North Carolina durch die Verabschiedung der House Bill 1013 mit dem Titel "An Act to Amend Chapter 34 of the Public Laws of 1929 of North Carolina Relating to the Sterilization of Persons Mentally Defective" gegründet wurde.
- Eugenics CommitteeS.A. Association for the Advancement of Science, Südafrika, H. B. Fantham
- Eugenics Education Society (EES), UK, 1926 in die British Eugenic Society umbenannt, siehe Galton Institute
- Eugenics Record Office (ERO), USA, war ein Forschungsinstitut in Cold Spring Harbor (New York), das biologische und soziale Informationen über die amerikanische Bevölkerung sammelte und von 1910 bis 1939 als Zentrum für die Erforschung von Eugenik und Humangenetik fungierte. Es wurde von der Station for Experimental Evolution (Station für experimentelle Evolution) gegründet, die später den Namen Carnegie Institution Department of Genetics annahm. Sowohl ihr Gründer, Charles Benedict Davenport, als auch ihr Direktor, Harry H. Laughlin, leisteten einen wichtigen Beitrag zur Eugenik in den Vereinigten Staaten. Ihre Aufgabe war es, umfangreiche Informationen über die Abstammung der amerikanischen Bevölkerung zu sammeln, um Propaganda für die Eugenik-Bewegung zu machen und die Idee der 'Rassenverbesserung' zu fördern.[6]
- Eugenics Research Association (ERA), USA, 1913-1938
- Eugenische Gesellschaft Estland (Eesti Eugeenikaselts Tõutervis), Estland, Aadu Lüüs (1878–1967)
- Eugenetische Vereeniging in Nederlansch-Indië (Eugenische Gesellschaft in Niederländisch-Ostindien), 1927 in Batavia gegründet, J. Ch. van Schouwenburg
- Fédération Internationale Latine des Sociétés d'Eugénique[7] (FILDSE), Mexiko, 1935 auf Initiative von Corrado Gini (Rom) gegründet
- Galton Institute, eine gemeinnützige wissenschaftliche Gesellschaft mit Sitz im Vereinigten Königreich. Seine Ziele sind den Eigenangaben zufolge "die Förderung des öffentlichen Verständnisses der menschlichen Vererbung und die Erleichterung einer sachkundigen Debatte über die ethischen Fragen, die sich aus den Fortschritten in der Reproduktionstechnologie ergeben". Die Einrichtung wurde 1907 von Sybil Gotto als Eugenics Education Society mit dem Ziel gegründet, die Erforschung und das Verständnis der Eugenik zu fördern. Die Mitglieder stammten überwiegend aus der Berufsgruppe und umfassten bedeutende Wissenschaftler wie Francis Galton.
- Galton Laboratory, England, war ein Forschungslabor für Eugenik und später für Humangenetik am University College London (UCL), 1904 gegründet und 1996 in den Fachbereich Biologie des UCL integriert.
- Galton Society (Galton-Gesellschaft), 1918 in New York City gegründet
- Gesellschaft für Rassenhygiene, 1905 von dem Mediziner und Privatgelehrten Alfred Ploetz in Berlin gegründet, sie bestand bis 1945.
- Gesellschaft für Rassenhygiene, Freistadt, gegründet 1926
- Grazer Gesellschaft für Rassenhygiene, Graz, gegründet 1924
- Human Betterment Foundation (HBF), USA, 1928 von E. S. Gosney gegründete Gesellschaft, die für die Zwangssterilisation von unterdurchschnittlich intelligenten Personen eintrat
- Human Betterment League, USA, die Human Betterment League of North Carolina wurde 1947 auf Initiative des Strumpfwarenunternehmers James G. Hanes aus Winston-Salem, NC, gegründet. Im Jahr 1984 änderte sie ihren Namen in Human Genetics League und löste sich 1988 auf.
- Indian Eugenics Societies (Indische eugenische Gesellschaft), 1921 gegründet
- International Association for the Advancement of Ethnology and Eugenics (IAAEE), wurde 1959 gegründet und war eine prominente Gruppe zur Förderung von Eugenik und Segregation und der erste Herausgeber von Mankind Quarterly, ihr Sitz war in Edinburgh, Schottland.
- International Federation of Eugenics Organizations (IFEO), 1912 in London gegründet, wo sie ursprünglich den Namen Permanent International Eugenics Committee trug und aus dem Ersten Internationalen Eugenik-Kongress hervorging. 1925 umbenannt.
- Julius Klaus-Stiftung für Vererbungsforschung, Sozialanthropologie und Rassenhygiene, Schweiz, Otto Schlaginhaufen, Alfred Ernst und Adolf Barth (1872–1930) – nach dem Rassenhygieniker Julius Klaus benannt

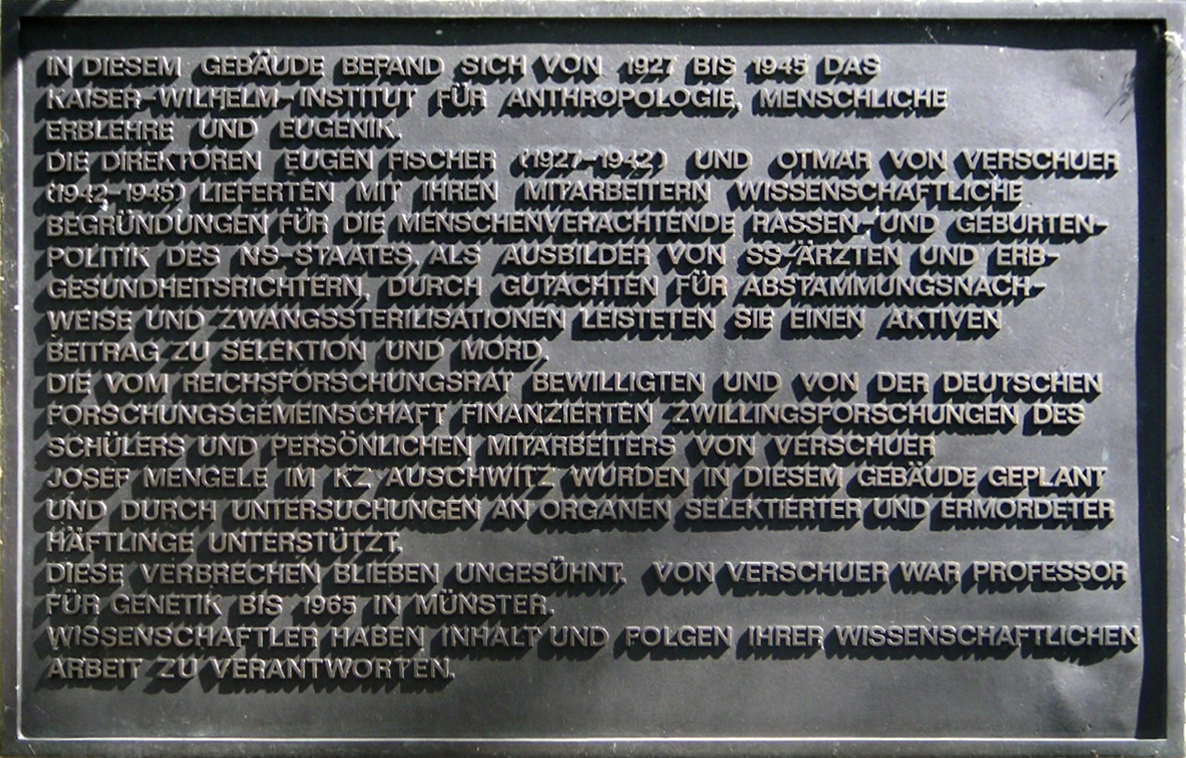
Gedenktafel zur Erinnerung an die Rolle der Eugeniker bei NS-Verbrechen, Berlin: "In diesem Gebäude befand sich von 1927 bis 1945 das Kaiser-Wilhelm-Institut für Anthropologie, menschliche Erblehre und Eugenik. Die Direktoren Eugen Fischer (1927–1942) und Otmar von Verschuer (1942–1945) lieferten mit ihren Mitarbeitern wissenschaftliche Begründungen für die menschenverachtende Rassen- und Geburtenpolitik des NS-Staates. Als Ausbilder von SS-Ärzten und Erbgesundheitsrichtern, durch Gutachten für Abstammungsnachweise und Zwangssterilisationen leisteten sie einen aktiven Beitrag zu Selektion und Mord. Die vom Reichsforschungsrat bewilligten und von der Deutschen Forschungsgemeinschaft finanzierten Zwillingsforschungen des Schülers und persönlichen Mitarbeiters von Verschuer Josef Mengele im KZ Auschwitz wurden in diesem Gebäude geplant und durch Untersuchungenan Organen selektierter und ermordeter Häftlinge unterstützt. Diese Verbrechen blieben ungesühnt. Von Verschuer war Professor für Genetik bis 1965 in Münster. Wissenschaftler haben Inhalt und Folgen ihrer wissenschaftlichen Arbeit zu verantworten." (Text einer Gedenktafel am heutigen Otto-Suhr-Institut, Freie Universität Berlin)

- Kaiser-Wilhelm-Institut für Anthropologie, menschliche Erblehre und Eugenik (KWI-A), 1927 in Berlin-Dahlem als Einrichtung der Kaiser-Wilhelm-Gesellschaft zur Förderung der Wissenschaften gegründet, bestand bis zum Kriegsende 1945. Das Institut lieferte die wissenschaftliche Legitimation für die nationalsozialistische Rassenpolitik und war an zahlreichen NS-Staatsverbrechen beteiligt.
- Mendel-Gesellschaft Lund (Mendelska Sältskapet), Schweden, H. Nilsson-Ehle
- Nederlands Eugenetische Federatie (NEF), gegründet 1912
- Oberösterreichische Gesellschaft für Rassenhygiene, Linz, gegründet 1923
- Österreichischer Bund für Volksaufartung und Erbkunde (ÖBVE), Österreich, Felix Tietze
- Österreichische Gesellschaft für Rassenhygiene, Wien, Heinrich Reichel
- Pan-American Office of Homiculture (Oficina Central Panamerica de Eugenesia y Homicultura), Domingo F. Ramos Delgado (1881–1961)
- Pioneer Fund, eine 1937 gegründete amerikanische Stiftung "zur Förderung der wissenschaftlichen Erforschung von Vererbung und menschlicher Unterschiede".
- Polnische Eugenische Gesellschaft, Polen, Leon Marek Wernic (1870–1953)
- Race Betterment Foundation (Rassen-Verbesserungs-Stiftung) war eine Organisation für Eugenik und Rassenhygiene, die 1914 in Battle Creek (Michigan), von John Harvey Kellogg aufgrund seiner Besorgnis über das, was er als "Rassenentartung" empfand, gegründet wurde.
- Racial Hygiene Association of New South Wales (RHA), war ein australischer Verein, der 1926 von Lillie Goodisson und Ruby Rich von der Women's Reform League gegründet wurde. Bis 1928 war die Vereinigung ursprünglich als Racial Improvement Society bekannt.
- Ralstonism, war eine soziale Bewegung in den Vereinigten Staaten im 19. Jahrhundert. Sie hatte etwa 800.000 Anhänger. Der Ralstonismus war die Idee von Webster Edgerly (1852–1926), einem Befürworter der Eugenik.
- Rockefeller Foundation, unterstützte z. B. ab 1930 finanziell das Kaiser-Wilhelm-Institut für Anthropologie, menschliche Vererbung und Eugenik, das später eugenische Experimente in Nazi-Deutschland anregte und durchführte. Die Rockefeller Foundation finanzierte die Rassenforschung der Nazis, bis 1939 finanzierte sie Forschungsarbeiten, die zur Unterstützung der rassenkundlichen Studien der Nazis am besagten Kaiser-Wilhelm-Institut (KWI–A) dienten.[8]
- Russische Eugenische Gesellschaft[9] (Russkoje ewgenitscheskoje obschtschestwo) am Institut für Experimentalbiologie[10] (1920–1929), wissenschaftliche Gesellschaft, die sich dem Studium der menschlichen Vererbung und der Förderung der positiven Eugenik widmete (Nikolai K. Kolzow, Wiktor W. Bunak, Juri A. Filiptschenko, Alexander S. Serebrowski); sogar Nikolai Alexandrowitsch Semaschko, Volkskommissar für Gesundheit, gehörte ihr an, die Gesellschaft gab die Русский евгенический журнал (Russische Zeitschrift für Eugenik) heraus.
- Società italiana di Genetica ed eugenica (SIGE), Italien, C. Gini
- Société Belge d'Eugénique (SBE), gegründet 1919 (Albert Govaerts)
- Société française d'eugénique, gegründet 1913
- Statens institut för rasbiologi (SIFR; "Staatliches Institut für Rassenbiologie") war ein schwedisches staatliches Forschungsinstitut, das 1922 mit dem erklärten Ziel gegründet wurde, Eugenik und Humangenetik zu untersuchen. Es war die bedeutendste Einrichtung für das Studium der "Rassenkunde" in Schweden und hatte seinen Sitz in Uppsala. Im Jahr 1958 wurde es in Staatliches Institut für Humangenetik (Institutionen för medicinisk genetik) umbenannt und ist heute eine Abteilung der Universität Uppsala.
- Station for Experimental Evolution der Carnegie Institution of Washington, in Cold Spring Harbor, New York, 1904 gegründet, Charles Davenport[11]
- Tschechoslowakische Eugenische Gesellschaft (Československá eugenická společnost), in Prag, Bohumil Sekla (1901–1987)
- Ukrainische Eugenische Gesellschaft, Kiew, 1923 im Rahmen der Ukrainischen Akademie der Wissenschaften gegründet, die sich auf die seit 1921 bestehende Abteilung für Eugenik am Institut für Körperkultur der Ukrainischen Akademie der Wissenschaften stützte (geleitet von Vladimir Yakovlevich Podgaetsky[12] (1889–1937), Professor für Arbeitshygiene am Medizinischen Institut in Kiew)[13]
- Wiener Gesellschaft für Rassenpflege (Rassenhygiene)  (WGR) gegründet 1924
- Winderen Laboratorium, Norwegen, Oslo, J. A. Mjøen
- World Population Union, G. H. Lane-Fox Pitt-Rivers
- Zhongguo yousheng xuehui (Chinesische Eugenik-Vereinigung), die erste eugenische Organisation in China. Sie wurde 1924 von Pan Guangdan[14] (1898–1967) gegründet, einem Biologen und Schüler des amerikanischen Eugenikers Charles B. Davenport an der Columbia University.[15] Sie gab die monatliche erscheinende Zeitschrift Yousheng yuekan (Eugenics monthy) heraus.